# رادياتوري
رَديَتوري (Radiatori) هي معكرونة إيطالية ذات أشكال صغيرة، يُقال أنها تشبه المشعاع. لذا فهناك إشاعات على أنها من نتاج مصمم صناعي في الستينات، أما اختراعها كان في الواقع ما بين الحرب العالمية الأولى والثانية.[بحاجة لمصدر أفضل] كثيرا ما تستخدم مع أطباق مماثلة مثل روتيله أو فوزيلي، لأن شكلها يتفق جيداً مع الصلصات الثقيلة. وتستخدم  أيضاً في الكسرولة والسلطات والشوربات.